# Amastridium sapperi
Amastridium sapperi — вид змій родини полозових (Colubridae). Мешкає в Мексиці і Центральній Америці.

## Поширення і екологія
Amastridium sapperi мешкають на півдні Мексики, в районі перешийку Теуантепек, на північному сході Гватемали, на півдні Белізу і півночі Гондурасу. Вони живуть у вологих тропічних лісах, серед опалого листя, трапляються на кавових плантаціях. Зустрічаються на висоті від 100 до 1600 м над рівнем моря. Ведуть денний, наземний спосіб життя.